# Bascanichthys kirkii
Bascanichthys kirkii är en fiskart som först beskrevs av Günther, 1870.  Bascanichthys kirkii ingår i släktet Bascanichthys och familjen Ophichthidae. Inga underarter finns listade.